# Gavril Serfözö
Pour les articles homonymes, voir Serfőző.
Gavril Serfözö, né le 25 septembre 1926 à Oradea en Roumanie et mort le 16 mai 2002 dans la même ville, est un footballeur international roumain, qui évoluait au poste de milieu de terrain.
Il compte 13 sélections et 2 buts en équipe nationale entre 1950 et 1954.

## Biographie

### Carrière de joueur
Au cours de sa carrière en club, Gavril Serfözö remporte un championnat de Roumanie, un championnat de Hongrie, et enfin deux coupes de Roumanie.
Il dispute un total de 214 matchs en première division roumaine, inscrivant 28 buts dans ce championnat. Il réalise sa meilleure performance lors de la saison 1948-1949, où il inscrit 7 buts.

### Carrière internationale
Gavril Serfözö compte 13 sélections et 2 buts avec l'équipe de Roumanie entre 1949 et 1962.
Il est convoqué pour la première fois par le sélectionneur national Emerich Vogl pour un match amical contre la Tchécoslovaquie le 21 mai 1950 (1-1). Par la suite, le 11 mai 1952, il inscrit son premier but en sélection contre la Tchécoslovaquie, lors d'un match amical (victoire 3-1). Il reçoit sa dernière sélection le 19 septembre 1954 contre la Hongrie (défaite 5-1).

## Palmarès
- Avec le Nagyváradi AC :
  - Champion de Hongrie en 1944
- Avec le CCA Bucarest :
  - Vainqueur de la Coupe de Roumanie en 1950
- Avec l'UTA Arad :
  - Champion de Roumanie en 1954
  - Vainqueur de la Coupe de Roumanie en 1953